# Luigi Dalvit
Luigi Dalvit (Trento, 23 febbraio 1921 – 4 marzo 1981) è stato un politico italiano della Democrazia Cristiana, presidente del Trentino-Alto Adige (1961 - 1967), senatore (1968 - 1976) e sottosegretario di stato alla difesa (1974 - 1976).

## Biografia
Nato a Trento il 23 febbraio 1921, ha fatto parte del Consiglio della Provincia autonoma di Trento dal 1952 al 1967 (II, III, IV, V legislatura). Dal 1961 al 1967 è stato presidente della regione Trentino-Alto Adige.
Dal 1968 al 1976 (V e IV legislatura) è stato senatore, eletto nel collegio di Mezzolombardo. È stato inoltre sottosegretario alla difesa dei Governi Moro IV (28 novembre 1974 - 11 febbraio 1976) e Moro V (13 febbraio 1976 - 28 luglio 1976).